# Casa Soler Casolleras
La Casa Soler Casolleras es un edificio del municipio de Manresa (Barcelona) protegida como bien cultural de interés local.

## Descripción
El edificio consta de una planta baja y cinco pisos: la planta baja es de gran altura mientras que el último piso se transforma en ático con terrazas. Coronado con un importante alero sobre modillones de madera y mayólica. La fachada es simétrica. Tiene una composición ordenada en tres zonas verticales muy ordenadas: una parte central más ancha, donde los balcones se agrupan de dos en dos, (excepto la planta principal, que aparece dividida en tres) y dos partes laterales, con un balcón por piso y separadas por pilastras. Estas tienen forma circular hasta el segundo piso y continúan solo dibujadas (estucadas) hasta el quinto. La importancia de los dos primeros pisos queda remarcada por un balcón circular con balaustres de piedra. El cuarto y el quinto piso están separados por una cornisa de piedra. En el interior hay una vivienda por planta. Fue la primera casa de Manresa que contó con ascensor.
A nivel decorativo, tiene elementos del repertorio clásico utilizado en el novecentismo catalán para la decoración de las fachadas: ménsulas, pilastras, capiteles, barbacana, estucos, ventanas enmarcadas en piedra arenisca. Además, en la fachada, estucados, podemos encontrar elementos imitando sillares, cerámica, etc.